# الحنكة (جبل)
جبل الحَنْكَة (بفتح الحاء والكاف) هو جبل في تهامة في ديار قبيلة بلقرن ويقع جنوب غربي قرى فرعة بني سهيم في محافظة العرضيات في منطقة مكة المكرمة في المملكة العربية السعودية ويفصل الجبل بين بني سهيم من بلقرن وبين قرى فرعة غامد الزناد.